# Судит, Шулим
Шу́лим Суди́т (в русскоязычных публикациях Семён Яковлевич Судит, идиш שלום סודיט‎‎ — Шолем (Шулэм) Судит; 1904, Резина Сорокского уезда Бессарабской губернии — 1997, Нагария, Израиль) — еврейский литератор, драматург и лексикограф. Писал главным образом на идише, также на русском и румынском языках.

## Биография
Шулим (Шулэм) Судит родился в бессарабском городке Резина (теперь райцентр Резинского района Молдовы). Получил юридическое образование и в 1928 году начал адвокатскую практику в Фалештах (теперь райцентр Фалештского района Молдовы). В 1930-х годах жил в Бельцах, где продолжал заниматься адвокатской практикой и был активистом просветительской организации «Култур-лиге» (Культурная лига).
Печататься начал в 1930-е годы в кишинёвских периодических изданиях; публиковал стихи, прозу, пьесы и очерки. На русском языке публиковался в газете «Бессарабское слово». В 1931 году издал критическую брошюру «"Raiul" bolşevic: Cum se trăeşte în Rusia Sovietică» (Большевистский рай: как живётся в советской России) на румынском языке. В 1939 году в Бельцах выпустил два сборника сатирической драматургии и поэзии «Най-Касрилэвке: ин шпигл фун сатирэ» (Новая Касриловка: в зеркале сатиры) и «Клейнэ Мэнчелэх: вэн мир дэрзэйен зих ин шпигл» (Маленькие человечки: когда мы узнаём себя в зеркале), с отсылом к одноимённым произведениям Шолом-Алейхема и Менделе Мойхер-Сфорима. В Бельцах был дружен с прозаиком Эрш-Лейб Вайнштейном (Кажбером), о котором оставил воспоминания.
После присоединения Бессарабии к СССР Судит был арестован, провёл 10 лет в исправительно-трудовых лагерях, затем жил в Бельцах, Калараше, Страшенах и в Кишинёве, но больше не печатался. Занимался изучением бессарабского диалекта еврейского языка и составил словарь из семисот романизмов идиша с приложением идиоматических выражений молдавского (румынского) происхождения.
С 1972 года — в Израиле. Регулярно сотрудничал с последним анархистским изданием на идише — журналом «Проблемэн» (до 1989 года издаваемом в Тель-Авиве писателем Йосэфом Люденом), парижским журналом «Ундзэр Штимэ» (Наш голос), журналами «Исроэл-Штимэ» (Голос Израиля) и «Дорэм Африке» (Южная Африка), на протяжении 1970-1980-х годов участвовал в проекте «Большого словаря еврейского языка» («Гройсэр Вэртэрбух Фун Дэр Идишер Шпрах», сначала под руководством Юдл Марка, затем проф. Вольфа Московича), в редакцию которого Судит пересылал результаты своих лексикографических изысков ещё в 1960-е годы из Кишинёва. В 1992 году вышла его книга об этом проекте «Гройсэр Идишер Вэртэрбух» (Большой словарь еврейского языка).
Опубликовал серию из 9-ти книг эссеистики («Эсэен» — Эссе), последняя книга серии «Политиш-hисторише эсэен» (Политико-исторические эссе) вышла в Нагарии в 1992 году; а также филологическое исследование бессарабского диалекта еврейского языка «Бесарабэр Идишер Диалект» (Бессарабский диалект идиша, 1984) и сборник стихов о поэтах и писателях «Мамэ-Лошн Идиш» (Родной язык идиш, 1982).

## Избранная литература
- «Raiul» bolşevic: Cum se trăeşte în Rusia Sovietică (Большевистский рай: как живётся в советской России). Кишинёв, 1931.
- נײַ-כּתרילעװקע: אין שפּיגל פֿון סאַטירע (най-Касрилэвке: ин шпигл фун сатирэ — новая Касриловка: в зеркале сатиры), типография Якова Финкензона: Бельцы, 1939.
- קלײנע מענטשעלעך: װען מיר דערזען זיך אין שפּיגל (клейнэ мэнчэлэх: вэн мир дэрзэн зих ин шпигл — маленькие человечки: когда мы узнаём себя в зеркале, вместе с Ициком Штернбергом), типография Якова Финкензона: Бельцы, 1939.
- עסײען (эсэен — эссе), 9 томов, Нагария, 1978—1992.
- מאַמע-לשון ייִדיש (мамэ-лошн йидиш — идиш, родной язык, стихи). Тель-Авив, 1982.
- בעסאַראַבער ייִדישער דיִאַלעקט (бесарабэр идишер диалект — бессарабский диалект еврейского языка), Тель-Авив, 1984.
- גרױסער ייִדישער װערטערבוך (гройсэр идишер вэртэрбух — большой словарь еврейского языка), Нагария, 1992.